# モーシェ・アツモン
モーシェ・アツモン（ヘブライ語: משה עצמון, ラテン文字転写: Moshe Atzmon, 1931年7月30日 - ）は、ハンガリー出身のイスラエルの指揮者。本来の姓名はグロースベルゲル・モーシェ（Grószberger Móse）。

## 経歴
ブダペスト出身。地元で音楽教育を受け、13歳のとき家族でテルアヴィヴに移住。テルアヴィヴとエルサレムでチェロとホルンを学び、ホルン奏者として出発するも、ロンドンに留学して指揮者の修業を積む。
ベルリンやミュンヘンやウィーンなど各地の主要な交響楽団で客演し、数々の賞を受賞した。また、永らくシドニー交響楽団の首席指揮者の地位にあった。交響曲のみならずオペラにも造詣が深く、ドルトムントの歌劇場で音楽監督を務めた。日本においては、1987年から2016年まで名古屋フィルハーモニー交響楽団常任指揮者（1993年以降は名誉指揮者）をつとめた。また、東京都交響楽団ではアドバイザーと首席指揮者を務める。
指揮者としての活動は、2016年で引退した。